# Blade (film)
Blade er en amerikansk action/science fiction/gyserfilm fra 1998 med vampyrer som tema. Filmen er instrueret af Stephen Norrington og manuskriptet er skrevet af David S. Goyer. Den har også to efterfølgere; Blade 2 fra 2002 og Blade: Trinity fra 2004.

## Handling
Hovedpersonen Blade, (Wesley Snipes), er halvt menneske og halvt vampyr og et resultat af, at hans mor blev bidt lige før hun skulle føde ham. Moderen overlevede ikke fødslen, og flere år senere møder Blade, Whistler (Kris Kristofferson), der forpligter sig til at oplære ham. Whistler undertrykker Blade's blodtørst af en modgift, han fik, og sammen bekæmper de vampyrer, der lever af mennesker.

## Medvirkende
- Wesley Snipes – Eric Brooks/Blade
- Stephen Dorff – Deacon Frost
- Kris Kristofferson – Abraham Whistler
- N'Bushe Wright – Dr. Karen Jenson
- Donal Logue – Quinn
- Udo Kier – Vampire Elder Dragonetti
- Arly Jover – Mercury
- Traci Lords – Racquel
- Kevin Patrick Walls – Officer Krieger
- Tim Guinee – Dr. Curtis Webb
- Eric Edwards – Pearl

## Taglines
- The power of an immortal. The soul of a human. The heart of a hero.
- Against an army of immortals, one warrior must draw first blood.
- Vampire Hunter
- Sometimes it takes one to kill one.
- Have you given blood lately?
- Part Man. Part Vampire. All Hero.

## Soundtrack
| Blade | Blade                               | Blade                                             | Blade  | Blade | Blade | Blade | Blade | Blade | Blade |
| #     | Titel                               | Sangskriver(e)                                    | Længde |       |       |       |       |       |       |
| ----- | ----------------------------------- | ------------------------------------------------- | ------ | ----- | ----- | ----- | ----- | ----- | ----- |
| 1.    | "The Edge of the Blade"             | Mystikal                                          | 4:12   |       |       |       |       |       |       |
| 2.    | "1/2 & 1/2"                         | Gang Starr & M.O.P.                               | 4:17   |       |       |       |       |       |       |
| 3.    | "Blade"                             | KRS-One & Channel Live                            | 3:11   |       |       |       |       |       |       |
| 4.    | "Fightin' A War"                    | Down 2 Earth & Rome                               | 4:01   |       |       |       |       |       |       |
| 5.    | "Reservations"                      | P.A.                                              | 4:26   |       |       |       |       |       |       |
| 6.    | "Gangsta Bounce"                    | Wolfpak (Chief Headhunter, Mr Po-Flip & Slip-Roc) | 5:27   |       |       |       |       |       |       |
| 7.    | "Things Ain't the Same"             | Kasino                                            | 4:33   |       |       |       |       |       |       |
| 8.    | "Deadly Zone"                       | Bounty Killer, Big Noyd & Mobb Deep               | 5:00   |       |       |       |       |       |       |
| 9.    | "Blade 4 Glory"                     | Majesty & Bizzy Bone                              | 3:45   |       |       |       |       |       |       |
| 10.   | "Strictly Business"                 | EPMD vs. Mantronik                                | 3:36   |       |       |       |       |       |       |
| 11.   | "Wrek Tha Discotek"                 | Roger Sanchez & Soulson                           | 6:13   |       |       |       |       |       |       |
| 12.   | "Confusion" (1995 Pump Panel Remix) | New Order                                         | 10:12  |       |       |       |       |       |       |
| 13.   | "Playing with Lightning"            | Expansion Union                                   | 4:31   |       |       |       |       |       |       |
| 14.   | "Dig This Vibe"                     | DJ Krush                                          | 4:54   |       |       |       |       |       |       |
| 15.   | "Dealing with the Roster"           | Junkie XL                                         | 5:33   |       |       |       |       |       |       |
| 73:51 |                                     |                                                   |        |       |       |       |       |       |       |

Musikken som filmens antagonist Deacon Frost lytter til, mens han sidder i bibliotekets arkiv, er ikke med på soundtracket. Sporet hedder "Call & Response" af gruppen Source Direct.